# 일본의 보건의료

OECD 각국의 1인당 보건지출(청색은 공적, 빨강은 사적)

일본 연령별 의료비

일본의 보건의료는 복수 제공자제의 사회보험에 의한 보편적 건강보장이 실현되고 있으며, 후생노동성이 소관하고 있다. 2012년 GDP에서 차지하는 보건지출은 10.3%였다(OECD 평균은 9.3%)  . 인구 고령화, 1인당 지출의 증가, 의약품·의료기기의 고도화에 의해 지출은 증가하는 경향이 있다.
의료보험은 1961년에 보편적 건강보장이 실현되어 , 원칙적으로 시정촌이 운영하는 국민건강보험 강제가입이 되어, 요건을 채우는 사람은 대신 직역보험( 피용자보험이나 국보조합 등)에의 가입이 가능하다  . 의료제도의 효율성에 대해서는, 2000년의 세계보건기구 조사에서는 일본은 세계 10위로 하고, 블룸버그에서는 세계 3위로 평가하고 있다.
의료기관은 공영·민영 각각이 존재하며, 일본 최대의 병원 그룹은 독립행정법인 국립병원기구이다. 국민 1인당 평생의 의료비는 남성에서 2,600만엔, 여성에서 2,800만엔이며, 그 50%는 70세 이상의 스테이지에서 발생하고 있다(2016년 추계) .

## 보건상태
세계적인 평균 수명에 대해서는 WHO World health Statistics에 따르면 선진국의 평균 수명은 80세(2011년도) , 선진국의 평균 건강 수명은 70세(2007년도)이며, 한편, 일본의 평균 수명은 83세(2011년도) , 평균 건강 수명은 76세(2007년도)였다 .
일본의 3대 사인은 2013년 인구동태조사에 따르면 암 (28.7%), 심질환, 뇌혈관질환 이었다
사망률에 대해서도 세계에서 낮은 수준의 그룹이며, WHO의 2013년 통계에서는 모성사망비 · 주산기 사망률 · 신생아 사망률 · 영아 사망률 · 아동사망률 ·성인(15-60세) 사망률 이들은 세계 평균이나 선진국 평균보다 현저히 낮았다  . 이들은 1900년(메이지 43년) 전후에 통계를 취하기 시작한 이후, 단년도의 증감은 있지만 10년 추이에서는 반드시 감소해, 2011년도에서는 사상 최소치 또는 사상 최소치의 근사치이며, 임산부 사망 비율·주산기 사망률·신생아 사망률·유아 사망률·유아 사망률은 생물적인 한계치 가까이까지 감소하고 있고, 2000년대 이후의 감소율은 제로에 가까워지고 있다 .
그러나 스스로를 건강하다고 생각하는 사람은 적고, 자살률이 지적되고 있다.

## 의료제도
일본의 공적 의료보험은 도도부현 단위의 국민건강보험 이 운영되고 있어 원칙적으로 강제가입이 된다 보험급여는 현물지급이 원칙이며, 현금급여는 어디까지나 부득이한 경우에 한정된다.
- 소정의 요건을 만족하는 사업주에 고용 된 경우는 피용자 보험에 가입하게 되고, 보험자는 사업주 및 피용자 각각의 요건에 의해, 전국 건강 보험 협회 · 건강 보험 조합 · 선원 보험 · 공제 조합 등의 어느 것 그렇다. 피용자에게 부양 되어 있는 사람은 피부양자로서 피보험자와 동일한 보험에 가입한다.
- 75세 이상이 되었을 경우는 후기 고령자 의료 제도 로 이행이 된다. 후기 고령자 의료 제도의 보험자는, 도도부현 단위로 설치되는 후기 고령자 의료 광역 연합이다.

공적의료보험자간에는 현역세대가 가입하는 각 의료보험자로부터 후기 고령자의료제도에 대한 지원금 등 복잡한 자금이전이 이루어지고 있다. 현역 세대가 가입하는 의료보험자간에 대해서는, 65-74세의 가입자수에 의해 리스크 구조 조정 이 행해지고 있다(이를 실시하는 구조는, 전기 고령자 의료 제도 라고 불리고 있다).
또 민간의 의료보험시장도 존재해 제3분야보험 이라 불리지만, 외국에 비해 발달하고 있지 않다. 이유에 대해 재무 종합 정책 연구소 는, 일본의 공적 보험 진료는 공정 가격제가 되고 있는 점, 및 제외에서는 치과·안과·외래 처방전이 공적 보험 대상외가 되고 있는 것이 많지만 일본 그럼 급여 대상이 되고 있는 점, 혼합 진료 가 금지되어 있는 점을 꼽고 있다 .
2014년의 의료법 개정에 의해, 의료 사고 가 발생한 경우에는, 후생 노동성령으로 정하는 바에 의해, 신속하게 그 원인을 밝히기 위해서 필요한 조사를 실시해야 한다(제6조의 11 )고 규정되어 있다. 이 법의 대상이 되는 사고는, 의료에 기인하거나, 기인하는 것으로 의심되는 사망 또는 사산이며, 또한 관리자가 예상하지 못한 것이다.

## 의료 공급 체제
일본은 자유 개업의 제로 되어 있으며, 진료소 (클리닉)는 의료법 및 기타 관련 법령에 근거한 설치기준을 충족하면 어디서나 자유롭게 개업할 수 있는 제도이다 
일본은 인구당 병상 수가 세계 제일이며, OECD 평균의 2배 이상이었다  . 인구당 CT 설치 대수, MRI 설치 대수에 대해서도 각각 세계 1위였다  .
지역마다의 의사 편재는 작다고 되어, 일본을 10지역 블록별로 보았을 경우, 인구 1000명당 의사수가 최소한은 도카이 지방에서 1.9명, 가장 많은 것은 시코쿠 지방에서 2.6명이었다  .

## 재정
일본의 보험의료는 공정가격제이며, 후생노동대신 이 중앙사회보험의료협의회 (중의협)의 답신을 받아 결정한다( 건강보험법 제76-77,82조).
수진자의 자기 부담액(일부 부담금)은 미취학아 및 70세 이상은 2할 부담(70세 이상으로 일정 이상의 소득을 가지는 사람은 3할), 70세 미만은 3할 부담( 건강보험법 제74조, 국민건강보험법 제42조). 공비 부담 의료를 받는 사람에 대해서는 각각 소정의 자기 부담 비율이 정해져 있다.
후생노동백서의 2015년판에 따르면 일본의 의료비와 국민소득비는 매년 증대하고, 의료비의 공비부담액과 국민소득비도 제도변경년을 예외로 매년 증대하고 있다.

## 의료제도 개혁
선진국에서는 의학이나 의료기술의 향상에 의해 평균 수명이 상승하고, 출생률은 저하되고, 인구에서 차지하는 고령자의 비율이 증대하고, 국민의료비는 해마다 증가하고 있다  . 국민의료비의 증대율은 국내총생산과 국민소득 의 증대율을 웃돌게 되었다  . 국가의 경제나 재정에 있어서 시민의 생존권이나 의료를 받을 권리를 유지하면서 거기에 필요한 비용을 어떻게 부담해 나갈지가 중대한 문제가 되고 있다. 이러한 문제를 해결하기 위해서는 의료비 성장 억제, 의료 효율화, 의료 보험 제도의 재정적 강화를 포함한 의료 제도 개혁이 필요하다고 여겨지고 있지만, 효과적인 해결책을 찾아 없는 상황이다.
2009년 OECD 대일심사보고에서는 의료제도개혁에 일절이 나누어져 있다  . 일본은 GDP 증가를 웃도는 페이스로 의료비가 증가하고 있고, 노인 의료비의 상승에 대해 젊은 세대의 부담을 억제하면서 대응하는 것이 열쇠라고 하고 있다  . 2012년에는 의료지출 34.6조엔(GDP비 7.3%), 개호지출 8.4조엔(1.8%)이지만, 2025년에는 의료지출 54조엔(8.9%), 개호지출 19조엔( 3.2%)가 될 것으로 추정된다  .

## 같이 보기
- 일본의 고령화
- 히키코모리
- 일본의 자살